# Episodi de Le bizzarre avventure di JoJo (seconda stagione)
Le bizzarre avventure di JoJo: Stardust Crusaders è la seconda stagione della serie televisiva anime Le bizzarre avventure di JoJo, composta da 48 episodi andati in onda in Giappone dal 4 aprile 2014 al 19 giugno 2015, con cadenza settimanale, sui canali Tokyo MX, TX Network, e Animax. La stagione ripercorre il terzo arco narrativo del manga originario, Stardust Crusaders, in cui nel 1987 Jotaro Kujo e i suoi compagni, i quali hanno sviluppato dei poteri misteriosi denominati "stand", viaggiano verso l'Egitto per sconfiggere un redivivo Dio Brando. La stagione è stata resa disponibile in simulcast con sottotitoli in diverse lingue sulla piattaforma Crunchyroll.
Stand Proud, cantata da Jin Hashimoto, è la prima sigla di apertura scelta per la stagione, mentre per la prima sigla di chiusura si è ricorso al singolo del 1986 delle The Bangles Walk like an Egyptian. Per l'arco dell'Egitto, come opening viene scelta JoJo sono chi no kioku ~end of THE WORLD~ cantata da Tominaga, Coda e Hashimoto, accreditati come il gruppo JO☆STARS ~TOMMY,Coda,JIN~; mentre come ending viene scelto il singolo del 1987 del Pat Metheny Group Last Train Home.

## Lista episodi

### Stardust Crusaders
| N° | N°tot | Titolo italiano Giapponese 「Kanji」 - Rōmaji | In onda           | In onda |
| N° | N°tot | Titolo italiano Giapponese 「Kanji」 - Rōmaji | Giapponese        |         |
| 1  | 27    | L'uomo posseduto da uno spirito maligno 「悪霊が持つ男」 - Akuryō ga motsu otoko | 4 aprile 2014     |         |
| 1  | 27    | Nel 1983 una barca recupera un sarcofago con la scritta "DIO" da un relitto al largo delle Isole Canarie. In seguito la barca viene ritrovata alla deriva, l'equipaggio scomparso e il sarcofago aperto e vuoto. Quattro anni dopo, nel 1987, un ragazzo giapponese di nome Jotaro Kujo si è fatto rinchiudere in prigione perché crede di essere posseduto da uno spirito maligno. Per dimostrare la sua tesi, preleva una pistola da un poliziotto e si spara alla testa, ma il proiettile viene fermato da una mano invisibile. Riconosciuto il fenomeno, la madre di Jotaro, Holly, telefona a suo padre e nonno di Jotaro Joseph Joestar, che si reca in Giappone insieme ad un amico egiziano, Mohammed Abdul. Al rifiuto di Jotaro di lasciare la cella come richiestogli dal nonno, Abdul evoca uno spirito simile a quello di Jotaro, un uccello antropomorfo circondato da fiamme, a cui si riferisce con il nome di Magician Red. Mentre Magician Red attacca Jotaro e lo spirito del ragazzo cerca di proteggerlo, Joseph spiega che questi "spiriti" sono la manifestazione della forza vitale dell'utilizzatore e vengono chiamati "stand". Infine lo stand di Jotaro distrugge le sbarre e Abdul si ritira dallo scontro. Joseph rivela a Jotaro e Holly che la nemesi della famiglia Joestar, un uomo di pura malvagità conosciuto come Dio Brando, è stato ripescato dal fondo del mare, dove era stato sigillato un secolo prima. Grazie al suo stand, Joseph ottiene una fotografia di Dio distruggendo una macchina fotografica. Sul corpo dell'uomo è visibile una voglia a forma di stella, il segno distintivo della famiglia Joestar, dimostrando che Dio si è impadronito del corpo del nonno di Joseph, Jonathan Joestar. Il vecchio spiega che il ritorno di Dio ha causato la comparsa del suo stand e di quello di Jotaro, mentre Holly non ha percepito nulla. Il gruppo decide di riposare prima di mettersi alla ricerca di Dio. Nel frattempo, da qualche parte nel mondo, Dio percepisce di essere osservato dai Joestar e si propone di ucciderli. |                   |         |
| 2  | 28    | Chi sarà il giudice!? 「誰が裁判官になります！？」 - Dare ga saibankan ni narimasu!? | 11 aprile 2014    |         |
| 2  | 28    | Jotaro si reca a scuola, ma una ferita improvvisa alla gamba lo fa precipitare da una rampa di scale. Il giovane è in grado di arrestare la sua caduta solo grazie all'uso del suo stand, che si aggrappa a dei rami vicini. Jotaro riceve quindi un fazzoletto per bendarsi la ferita da uno studente appena trasferitosi, Noriaki Kakyoin, ignorando che sia lui il responsabile dell'incidente. In seguito Jotaro si reca presso infermeria scolastica per medicare la ferita e scopre che il fazzoletto datogli da Kakyoin contiene delle minacce di morte per mano di uno stand. In quel momento l'infermiera inizia a comportarsi in modo strano; pugnala un ragazzo con una penna e assale Jotaro con forza inumana. Appare Kakyoin che spiega di aver usato il suo stand, Hierophant Green, per controllare il corpo della donna dall'interno. Jotaro usa il proprio stand per estrarre Hierophant Green dall'infermiera, ma il tentativo, seppur riuscito, lascia la donna con gravi lesioni interne, mentre lo stand avversario attacca Jotaro con una pioggia di cristalli chiamato Emerald Splash. Sebbene ferito, Jotaro evita il successivo attacco di Kakyoin e usa il suo stand per prendere a pugni Hierophant Green fino a farne svenire il possessore. Lasciata l'infermiera alle cure scolastiche, Jotaro porta Kakyoin da Joseph e Abdul. Joseph spiega che il ragazzo era stato costretto a diventare un servitore di Dio e sarebbe morto entro pochi giorni a causa di un grumo impiantato sulla sua fronte. |                   |         |
| 3  | 29    | La maledizione di Dio 「DIOの呪縛」 - DIO no jubaku | 18 aprile 2014    |         |
| 3  | 29    | Joseph rivela che l'escrescenza sulla fronte di Kakyoin è un grumo di carne collegato direttamente al cervello, con cui Dio controlla i suoi sottoposti anche contro la loro volontà. Abdul racconta di aver rischiato di finire come il ragazzo, riuscendo a malapena a sfuggire a Dio. Deciso a salvare Kakyoin, Jotaro utilizza il suo stand estremamente preciso per rimuovere il grumo dal cervello del giovane, nonostante il tentativo del parassita di infettare il corpo di Jotaro. Infine Joseph distrugge il grumo ormai rimosso con le onde concentriche. Il giorno seguente Abdul trova Holly stesa sul pavimento e scopre che la donna ha sviluppato uno stand che assomiglia a rovi di rosa. Poiché Holly non ha la forza di controllare lo spirito, lo stand la consuma lentamente lasciandole solo cinquanta giorni di vita. Dopo aver scoperto da Joseph che l'unico modo per togliere la maledizione e salvare Holly è uccidere Dio, Jotaro usa il suo stand per analizzare le foto che il nonno ha scattato a Dio, riuscendo a scorgere una mosca e a riprodurla in dettaglio. Abdul scopre quindi che l'insetto appartiene ad una specie particolare che si trova solo in Egitto, dove deve trovarsi anche Dio. Kakyoin conferma la loro ipotesi, spiegando di aver incontrato Dio durante una vacanza in Egitto, e decide di unirsi al gruppo. Svolti i preparativi per la partenza, Abdul usa un mazzo di tarocchi per dare allo stand di Jotaro il nome Star Platinum. Il gruppo si imbarca quindi su un aereo per l'Egitto, ma a bordo del velivolo Joseph capta la presenza di Dio e ne conclude che un portatore di stand debba essere a bordo. |                   |         |
| 4  | 30    | Tower of Gray 「灰の塔」 - Tawā obu Gurē | 25 aprile 2014    |         |
| 4  | 30    | Mentre l'aereo sorvola Taiwan, si manifesta uno stand dalla forma di cervo volante, identificato da Abdul come il famigerato Tower of Gray che ha causato numerose uccisioni di massa camuffate da incidenti. Jotaro fatica a combattere contro Tower of Gray, la cui velocità supera perfino quella di Star Platinum, cercando al tempo stesso di identificarne il possessore e di non allarmare i passeggeri. Abdul, irato, vorrebbe utilizzare Magician Red per annientare l'avversario, ma Kakyoin lo trattiene, spiegando che la potenza degli stand di Abdul e di Jotaro potrebbero far esplodere l'aereo. Il giovane affronta quindi Tower of Gray con Hierophant Green. Nonostante l'Emerald Splash sembri non avere effetto contro la velocità dello stand rivale, esso si rivela un diversivo usato da Kakyoin per piazzare dei tentacoli di Hierophant Green tra i sedili e poi intrappolare Tower of Gray. Colpito lo stand, il suo portatore viene mortalmente ferito e si rivela essere un passeggero anziano infiltrato tra i viaggiatori, Gray Fly. Notando che il velivolo ha dei problemi di assetto, Joseph scopre che i piloti sono stati uccisi in precedenza da Tower of Gray, mentre Gray Fly, nei suoi ultimi istanti di vita, li deride che anche se dovessero sopravvivere allo schianto sarebbero a più di 10.000 chilometri di distanza dall'Egitto. Joseph riesce ad effettuare un atterraggio di emergenza al largo della costa di Hong Kong, dove il gruppo si rende conto di dover trovare il modo di raggiungere la sua meta senza mettere a repentaglio vite innocenti. Più tardi, mentre pasteggiano in un ristorante, i tre sono avvicinati da un turista francese che si presenta come un emissario di Dio e sfida Abdul in una lotta. |                   |         |
| 5  | 31    | Silver Chariot 「銀の戦車」 - Shirubā Chariottsu | 2 maggio 2014     |         |
| 5  | 31    | Lo spadaccino, che si presenta come Jean Pierre Polnareff, invita Abdul a sfidarlo all'aperto. Mentre Polnareff fa sfoggio delle sue abilità, usando il suo stand Silver Chariot per scolpire una statua di Magician Red, Abdul deve ricorrere alla sua tecnica speciale, Crossfire Hurricane. Polnareff riesce però a riflettere la fiamma su Magician Red e si illude di colpire Abdul con il suo stesso attacco, ma le fiamme vengono deviate sulla statua scolpita in precedenza, così che Abdul rimane illeso mentre Polnareff e il suo stand sono imprigionati dalle fiamme. Prima che il gruppo possa gioire per la vittoria, Polnareff si riprende e rivela che l'attacco di Magician Red ha solo distrutto l'armatura di Silver Chariot, rendendolo privo di protezione, ma anche molto più veloce. Lo stand crea quindi delle copie illusorie con le quali confonde Abdul e lo attacca da tutti i lati, ma l'uomo, con uno stratagemma, attira l'attenzione delle copie per poi colpire Polnareff con una fiamma diretta da sotto terra. Abdul lancia un pugnale a Polnareff, per togliersi la vita e mettere fine alla tortura di essere arso vivo, ma l'uomo rifiuta, ammettendo la sua sconfitta e preparandosi a morire per le fiamme. Di fronte a questo nobile gesto, Abdul lo libera dal fuoco e chiede a Jotaro di estrarre il grumo di carne sulla sua fronte. Prima che il gruppo possa rimettersi in cammino, Polnareff chiede a Joseph di fargli vedere la mano sinistra. Egli rivela quindi che il suo obiettivo è trovare un uomo con due mani destre, il quale ha violentato e ucciso sua sorella Cherie. Appreso che con molta probabilità il suo uomo è al servizio di Dio, Polnareff decide di unirsi al gruppo nel suo viaggio per l'Egitto. |                   |         |
| 6  | 32    | Dark Blue Moon 「暗青の月」 - Dāku Burū Mūn | 9 maggio 2014     |         |
| 6  | 32    | Nel loro viaggio per mare verso Singapore, il gruppo scopre un clandestino a bordo. Il ragazzo cerca di scappare saltando in mare, in acque infestate dagli squali, ma viene ripreso da Jotaro che scopre che si tratta in realtà di una ragazza, Anne. Mentre i due si trovano ancora in mare, sono attaccati da uno stand acquatico, riuscendo a spuntarla solo grazie all'aiuto di Kakyoin. Il gruppo sospetta che Anne sia la portatrice dello stand, ma Jotaro riesce con un bluff a far rivelare il vero nemico, un impostore che si spacciava per il capitano Tennille. Messo alle strette, l'uomo prende in ostaggio Anne con il suo stand Dark Blue Moon e sfida Jotaro ad un duello acquatico. Il giovane riesce a colpire lo stand nemico, ma cade in mare, dove Dark Blue Moon crea un vortice sottomarino per impedire agli altri di soccorrerlo. Jotaro riesce a ribaltare la situazione aspettando il momento giusto per colpire il nemico con l'attacco Star Finger di Star Platinum e sconfiggendolo. Nello stesso istante, tuttavia, delle cariche esplosive lasciate sulla nave dall'impostore esplodono e costringono il gruppo e la ciurma a lasciare l'imbarcazione a bordo di gommoni di emergenza. Proseguendo la loro rotta si imbattono in una grande nave da carico. |                   |         |
| 7  | 33    | Strength 「力」 - Sutorengusu | 16 maggio 2014    |         |
| 7  | 33    | Il gruppo sale a bordo della nave e si stupisce di non trovare nessuno, a parte un orango di nome Forever chiuso in una gabbia, sebbene la nave sembri in funzione. Quando una delle gru della nave si muove da sola uccidendo un marinaio della ciurma, Kakyoin evoca Hierophant Green per setacciare la nave in cerca di possibili portatori di stand nemici, mentre Anne torna a visitare Forever ed è stupita del suo comportamento intelligente e depravato. In seguito Forever fugge dalla sua gabbia, uccide il resto della ciurma e assale la ragazza sotto la doccia. Jotaro arriva in tempo per salvare Anne e affronta Forever, ma lo scimmione si dimostra capace di controllare le diverse parti della nave. Il giovane scopre così che Forever è uno degli assassini mandati da Dio e che la nave è essa stessa un potente stand conosciuto come Strength. Forever mette in difficoltà Jotaro, fino a quando il ragazzo gli lancia contro un bottone della propria giacca e lo sbeffeggia affermando che non ha potere su di esso. Infuriato, l'orango si scaglia su Jotaro, che usa l'opportunità per conficcare un bottone nel teschio di Forever con Star Platinum e poi finirlo. Sconfitto il nemico, Strength perde la sua forma e torna ad essere una piccola imbarcazione. Alla notizia della sconfitta di Forever, Enya, che possiede due mani destre, tranquillizza Dio del fatto che vi siano altri sei portatori di stand pronti a contrastare i Joestar, incluso suo figlio. Il gruppo sale sul gommone e raggiunge finalmente Singapore, dove decidono di riposarsi in un albergo per pianificare il seguito del loro viaggio, incuranti di una misteriosa bambola che aspetta il loro arrivo in una delle stanze. |                   |         |
| 8  | 34    | Il diavolo 「悪魔」 - Debiru | 23 maggio 2014    |         |
| 8  | 34    | Polnareff si sistema nella sua stanza e nota subito che uno degli assassini di Dio, Devo il Maledetto, si sta nascondendo nel frigo. Polnareff lo sconfigge facilmente, ma Devo rivela che quello di farsi colpire era il suo piano fin dall'inizio, poiché deve essere ferito affinché il suo stand Ebony Devil possa funzionare, poi si lancia dal balcone e scompare. Ancora perplesso dell'accaduto, qualche tempo dopo Polnareff riceve una ferita alla gamba, senza trovare traccia del colpevole. Dopo aver informato Joseph e Abdul dell'accaduto ed essersi dati appuntamento per dopo, Polnareff striscia sotto al letto per recuperare le chiavi, ma viene bloccato sotto al mobile dalla bambola che Devo controlla tramite Ebony Devil. Intrappolato sotto al letto e senza possibilità di vedere il nemico, Polnareff non riesce ad attaccare efficacemente con Silver Chariot e viene innaffiato dalla bambola, che pianifica di ucciderlo mandando in corto circuito il fon. Infine Polnareff riesce a usare i cocci di uno specchio infranto in precedenza per localizzare la posizione del nemico e attaccarlo con precisione, poi taglia la bambola in pezzi, uccidendo anche Devo che si trovava nell'albergo. Più tardi, mentre Polnareff discute l'incidente con le autorità, Joseph usa Hermit Purple sul televisore della sua stanza, rivelando un messaggio nascosto che lo mette in guardia sul fatto che Kakyoin sia in realtà un traditore. Perplessi, Joseph e Abdul si rendono conto che Kakyoin è in città in compagnia di Jotaro e Anne. |                   |         |
| 9  | 35    | Yellow Temperance 「黄の節制」 - Ierō Tenparansu | 30 maggio 2014    |         |
| 9  | 35    | Vedendolo comportarsi in modo strano, Jotaro e Anne cominciano a sospettare che qualcosa non vada con Kakyoin. Dopo essere stato quasi spinto di sotto dalla piattaforma della funivia, Jotaro colpisce Kakyoin, credendolo posseduto, e rivela che si tratta di un impostore. Rubber Soul, ormai scoperto, rivela di essere uno degli emissari di Dio e di aver usato Yellow Temperance, uno stand che si ciba di carne umana e che può assumere qualsiasi aspetto. Mentre i due combattono nella cabina della funicolare, Anne riporta la situazione a Joseph e Abdul e i due sono raggiunti dal vero Kakyoin. Rubber Soul spiega che una parte della melma di Yellow Temperance è finita su Jotaro quando il ragazzo l'ha colpito e che comincerà a consumargli la carne. Non riuscendo a rimuovere la sostanza né col fuoco né col ghiaccio, Jotaro decide di trascinare Rubber Soul nell'acqua della baia sottostante, costringendolo ad abbassare la guardia di Yellow Temperance per respirare e aprendo la possibilità per un attacco diretto. Interrogato da Jotaro, Rubber Soul rivela che gli stand nemici rimasti sono la Morte, l'Imperatrice, l'Imperatore e l'Appeso, l'ultimo dei quali appartiene a J. Geil, l'uomo con due mani destre. In un ultimo disperato tentativo, Rubber Soul usa un canale di scarico vicino per lanciare un attacco a Jotaro, ma il giovane ricorre a Star Platinum per sparare un getto d'acqua calda ad alta pressione contro il nemico tramite la stessa conduttura e poi lo finisce con una raffica di pugni. Il gruppo prosegue quindi in treno verso l'India, inconsapevoli del fatto che Anne li stia seguendo nella vettura seguente. |                   |         |
| 10 | 36    | L'Imperatore e l'Appeso - parte 1 「皇帝と吊られた男 その1」 - Enperā to Hangudoman sono 1 | 6 giugno 2014     |         |
| 10 | 36    | Il gruppo arriva a Calcutta e si ferma in un ristorante. Nei bagni del locale Polnareff vede uno stand nello specchio e si rende conto che si deve trattare di Hanged Man di J. Geil. L'uomo infrange il vetro prima che il nemico si avvicini troppo e poi decide di dare la caccia all'assassino di sua sorella da solo, nonostante Abdul lo avverta che il gruppo deve rimanere unito. Altrove Hol Horse, un altro emissario di Dio, saluta una giovane donna e poi incontra lo stesso J. Geil a cui propone una collaborazione per uccidere Polnareff. Il giorno seguente Polnareff si imbatte in un signore del posto che ha visto J. Geil e lo indica all'orizzonte in compagnia di Hol Horse. Quando la pioggia cessa, però, rimane solo Hol Horse, che attacca Polnareff con il suo stand Emperor, dalla forma di pistola. Polnareff cerca di parare il colpo con Silver Chariot, ma il proiettile cambia improvvisamente traiettoria, rivelando di essere esso stesso parte di Emperor. Proprio mentre il proiettile sta per colpire Polnareff, l'uomo è salvato dall'intervento di Abdul. L'egiziano tenta di bloccare il colpo, ma è ferito alle spalle da Hanged Man, che si era nascosto nel riflesso di una pozzanghera, e non riesce a prevenire il proiettile che lo colpisce in piena fronte. Polnareff e il sopraggiunto Kakyoin sono così lasciati sotto shock. |                   |         |
| 11 | 37    | L'Imperatore e l'Appeso - parte 2 「皇帝と吊られた男 その2」 - Enperā to Hangudoman sono 2 | 13 giugno 2014    |         |
| 11 | 37    | Kakyoin cerca di convincere Polnareff a ritirarsi per elaborare una strategia, ma l'uomo cede alle provocazioni di J. Geil e continua a combattere. Infine Kakyoin usa l'Emerald Splash sull'amico per caricarlo su una macchina e scappare, lasciando indietro il corpo di Abdul che è recuperato da Joseph e Jotaro. Durante la fuga Polnareff ammette di aver causato la morte dell'amico con la sua testardaggine, ma è interrotto quando lui e Kakyoin scoprono che Hanged Man li ha seguiti viaggiando tra le superfici riflettenti della macchina. I due sono costretti a lasciare la vettura e rifugiarsi dietro una roccia, dove arrivano alla conclusione che Hanged Man è uno stand di luce in grado di rimbalzare tra superfici riflettenti. Hanged Man viaggia quindi nel riflesso degli occhi di un bambino che osserva i due mosso dalla curiosità, ma Polnareff getta della sabbia negli occhi del giovane, costringendo lo stand a viaggiare verso i suoi occhi e colpendolo con Silver Chariot. I due giungono quindi al nascondiglio di J. Geil cercando un uomo con le stesse ferite di Hanged Man, ma si accorgono che si tratta di un'esca, mentre il vero nemico li intrappola tra un gruppo di mendicanti e usa Hanged Man per saltare da un occhio all'altro. Kakyoin risolve la situazione lanciando una moneta in cielo e facendo convergere verso di essa tutti gli sguardi, incluso Hanged Man, in modo che Polnareff possa finirlo e vendicare sua sorella uccidendo J. Geil. Poi Hol Horse, Joseph e Jotaro raggiungono Polnareff e Kakyoin. Polnareff si prepara a giustiziare Hol Horse, ma è fermato dall'amante dell'uomo, che gli permette di fuggire. Dopo aver curato le ferite della donna, Joseph intima al gruppo di continuare il viaggio, senza accorgersi che una goccia di sangue della donna ha provocato una strana escrescenza sul suo braccio. |                   |         |
| 12 | 38    | L'Imperatrice 「女帝」 - Enpuresu | 20 giugno 2014    |         |
| 12 | 38    | Avvertendo la morte del figlio J. Geil tramite il loro legame di sangue, Enya medita vendetta attraverso la sua servitrice che usa lo stand Empress. Intanto il gruppo viaggia in autobus verso Varanasi, in compagnia della donna di prima, che si presenta come Nena. All'arrivo in città, Joseph, preoccupato dal peggiorare della situazione di quella che crede una puntura di insetto sul braccio, si reca all'ospedale, mentre Nena rimane con Polnareff. Quando il dottore cerca di rimuovere la protuberanza, viene ucciso dalla cosa, che ha ormai sviluppato una propria faccia e si rivela essere Empress. I tentativi di Joseph di combattere lo stand e cercare di liberarsene, sono complicati dal fatto che Empress attira l'attenzione della polizia sull'uomo per l'omicidio del medico. Joseph si nasconde dalla polizia, ma Empress continua a crescere e sviluppa delle braccia, mettendolo in difficoltà; neanche le Onde concentriche o Hermit Purple riescono ad arrecargli danno. Finalmente Joseph trova un barile contenente del catrame e vi immerge il braccio, bloccando i movimenti di Empress una volta che la sostanza si è solidificata. Poi usa Hermit Purple per fare a pezzi lo stand nemico, causando altrove la morte di Nena, che si rivela essere il portatore dello stand. Il gruppo decide di viaggiare in macchina verso il Pakistan, ma è seguito a sua insaputa da un'altra macchina. |                   |         |
| 13 | 39    | La Ruota della Fortuna 「運命の車輪」 - Howīru obu Fōchun | 27 giugno 2014    |         |
| 13 | 39    | Sulla strada per il Pakistan i protagonisti trovano Anne intenta a fare autostop e la caricano controvoglia in macchina. Poi una macchina rossa li sorpassa portandoli sulla corsia opposta proprio al sopraggiungere di un camion e solo l'intervento di Jotaro, che evoca Star Platinum, evita la collisione. Il gruppo nota la stessa macchina rossa in un ristoro a lato della strada e si ferma per chiedere informazioni, ma la vettura riparte facendo perdere le sue tracce. Essi riprendono il viaggio, seguendo delle indicazioni che la vettura rossa aveva scambiato in precedenza e finiscono così in un vicolo cieco, mentre la macchina appare alle loro spalle e li spinge giù da un dirupo. Kakyoin e Jotaro arrestano la caduta, facendo precipitare a sua volta l'altra macchina. A questo punto, una voce alla radio li informa che la macchina rossa è in realtà lo stand Wheel of Fortune, proprio mentre la vettura riemerge dal terreno e distrugge la loro macchina. L'avversario inizia ad attaccare il gruppo con un proiettile apparentemente invisibile e bagnandoli a loro insaputa con della benzina; quindi il portatore di Wheel of Fortune, ZZ usa una scintilla della macchina per dare fuoco a Jotaro. Il ragazzo però evita le fiamme rifugiandosi sotto terra e usa Star Platinum per contrattaccare lo stand e sconfiggerlo. Dopo aver legato ZZ ad una roccia, il gruppo prende in prestito la sua macchina, ritornata alla sua forma originaria, e prosegue il viaggio. Nel frattempo Enya, infuriata dalla sconfitta di tutti i suoi subordinati, decide di affrontare i Joestar personalmente con il suo stand Justice. |                   |         |
| 14 | 40    | La Giustizia - parte 1 「正義 その1」 - Jasutisu sono 1 | 4 luglio 2014     |         |
| 14 | 40    | Dopo averle spiegato la situazione di Holly, Joseph convince Anne a tornare a casa a Hong Kong. A causa della nebbia i viaggiatori sono costretti a fermarsi in un paesino lungo la strada, dove cercano un albergo. I quattro trovano un'accoglienza fredda da parte degli abitanti e si imbattono in un cadavere a lato della strada. Notando che nessuno dei cittadini sembra prendere atto del corpo, il gruppo si insospettisce e comincia a pensare che queste stranezze siano dovute alla presenza di un portatore di stand. Appare allora Enya, che si presenta come un'anziana locandiera, e li conduce in un albergo vicino. Mentre i quattro si sistemano nelle loro stanze, Hol Horse fa visita a Enya, affermando di aver seguito le tracce dei Joestar fino all'albergo. La donna, infuriata con l'uomo per non essere riuscito a prevenire la morte del figlio J. Geil e per averlo abbandonato, si scaglia su Hol Horse e lo ferisce con delle forbici; evoca quindi Justice, il suo stand che può assumere l'aspetto della nebbia, con cui allarga la ferita fino a formare un foro e controllare così Hol Horse come un burattino. Enya costringe quindi l'uomo a spararsi con il suo stesso Emperor e si prepara ad assalire la sua prossima preda: Polnareff. |                   |         |
| 15 | 41    | La Giustizia - parte 2 「正義 その2」 - Jasutisu sono 2 | 11 luglio 2014    |         |
| 15 | 41    | Enya usa il potere del suo stand per nascondere il corpo di Hol Horse dallo sguardo di Polnareff e fatica a controllare la sua ira mentre il giovane mostra la sua gratitudine per l'ospitalità ricevuta. Proprio mentre è sul punto di attaccare il ragazzo, Hol Horse, ancora vivo, avverte Polnareff del pericolo. Enya usa la nebbia di Justice per controllare i morti del villaggio come zombie e Polnareff è costretto a rifugiarsi in un bagno. Qui viene colpito da un attacco di sorpresa attraverso la toppa e la sua lingua cade sotto il controllo di Justice, che lo costringe a leccare la tazza del bagno. In quell'istante Jotaro si avvicina ad Enya per chiedere informazioni sull'amico e, sospettando di lei, è in grado di smascherare il suo inganno quando la donna lo chiama Jotaro, quando invece si era registrato con un nome falso. Enya ferisce Jotaro alla gamba, ma il ragazzo riesce a sconfiggere Justice facendo in modo che Star Platinum aspiri la sua nebbia, soffocando la vecchia fino a farla svenire. Si scopre quindi che il villaggio era in realtà un cimitero. Jotaro suggerisce di portare Enya con loro per poterle estorcere informazioni su Dio, ma Hol Horse si appropria del loro fuoristrada, avvertendoli, prima di sparire, di uccidere la vecchia finché ne sono ancora in grado. |                   |         |
| 16 | 42    | L'Innamorato - parte 1 「恋人 その1」 - Rabāzu sono 1 | 18 luglio 2014    |         |
| 16 | 42    | Il gruppo arriva a Karachi, dove Joseph contratta per acquistare dei kebab. Il negoziante si rivela essere Steely Dan, un emissario di Dio; egli osserva compiaciuto mentre Enya viene uccisa da un germoglio di carne, che Steely Dan le aveva impiantato in precedenza. Prima di morire Joseph le chiede di rivelargli il segreto dello stand di Dio, ma la vecchia decide di rimanere fedele al suo padrone. Palesatosi come avversario, Steely Dan viene attaccato da Star Platinum, ma il colpo si ripercuote anche su Joseph. L'emissario rivela quindi di aver introdotto il suo stand microscopico, Lovers, all'interno dell'orecchio di Joseph fino al cervello dell'uomo, dove amplifica il dolore subito da Steely Dan. Inoltre Steely Dan avverte che Lovers inizierà ad impiantare un germoglio di carne nel corpo di Joseph, uccidendolo di lì a dieci minuti. Jotaro, sebbene furioso, è costretto ad assecondare il rivale per evitare che causi dolore al nonno. Intanto Joseph, Kakyoin e Polnareff si mettono in cerca di un televisore per permettere a Hermit Purple di localizzare lo stand nemico all'interno del corpo di Joseph. Kakyoin e Polnareff rimpiccioliscono quindi i loro stand affinché entrino nel corpo dell'amico e li indirizzano verso Lovers per eliminarlo in tempo. |                   |         |
| 17 | 43    | L'Innamorato - parte 2 「恋人 その2」 - Rabāzu sono 2 | 25 luglio 2014    |         |
| 17 | 43    | Mentre Jotaro continua ad assecondare i capricci di Steely Dan, gli stand di Kakyoin e Polnareff raggiungono Lovers all'interno del cervello di Joseph. Nonostante l'inferiorità numerica, Lovers riesce a tenere testa ai due e a ferire Silver Chariot, creando numerose copie di sé stesso. Intanto Jotaro subisce le prepotenze di Steely Dan e viene picchiato per aver tentato di rubare un gioiello per lui. Il ragazzo annota su un blocco le cose che è costretto a fare, per poter farla pagare a Steely Dan in seguito. Nel cervello di Joseph, Kakyoin usa Hierophant Green per immobilizzare e attaccare il Lovers originale e lo costringe ad abbandonare il corpo dell'uomo; Joseph, utilizzando le onde concentriche distrugge quindi il germoglio di carne. Rifiutando la sconfitta, Steely Dan cerca di distrarre Jotaro per permettere a Lovers di penetrare nel corpo del ragazzo, ma Star Platinum ferma lo stand rivale è lo schiaccia, rompendo una gamba e un braccio al suo utilizzatore. Steely Dan implora pietà, ma alla prima occasione utile indirizza Lovers all'interno di una bambina per poter ricattare Jotaro. Lo stand viene però bloccato da un tentacolo di Hierophant Green, attaccatogli in precedenza, che blocca totalmente i suoi movimenti e quelli di Steely Dan. Jotaro quindi attacca l'uomo con Star Platinum per ripagarlo di tutti i torti subiti. |                   |         |
| 18 | 44    | Il Sole 「太陽」 - San | 1º agosto 2014    |         |
| 18 | 44    | All'arrivo negli Emirati Arabi Uniti Joseph acquista una macchina di lusso che baratta in seguito per un gruppo di dromedari per attraversare il Deserto Arabico. Lungo la strada Jotaro e Kakyoin hanno la sensazione di essere osservati, ma non vedono nessuno. Quando si accorgono che il sole è ancora alto nel cielo, nonostante siano le otto di sera, e la temperatura sta rapidamente aumentando, capiscono che quello che gli era sembrato il sole è in realtà lo stand Sun. Kakyoin cerca di valutare la distanza dallo stand, ma viene attaccato da Sun, che fa anche evaporare le loro scorte d'acqua. I quattro si riparano sotto ad alcune rocce, ma Joseph comincia a disperare della situazione quando i suoi compagni scoppiano a ridere e lui imputa l'ilarità ad un colpo di calore. Kakyoin lo tranquillizza, spiegando di aver scoperto un sasso nel mezzo del deserto che è identico ad un altro. Jotaro lancia una pietra nella direzione del sasso ed essa crea una rottura nel cielo e fa scomparire Sun ripristinando il cielo notturno. Il gruppo si avvicina alla crepa e scopre che appartiene ad un veicolo specchiato usato dal portatore di Sun, Arabia Fats, per seguire il proprio stand senza farsi notare. L'uomo dentro è stato colpito dal sasso di Jotaro ed è svenuto. |                   |         |
| 19 | 45    | Death 13 - parte 1 「死神13 その1」 - Desu Sātīn sono 1 | 8 agosto 2014     |         |
| 19 | 45    | Kakyoin fa un sogno in cui si trova in un parco giochi abbandonato in compagnia di un cane, quando viene attaccato dallo stand Death 13 che lo ferisce ad una mano ed uccide l'animale. Svegliato da Polnareff, il giovane inizia a preoccuparsi quando nota di essersi ferito ad una mano nel sonno e che un cane all'uscita dell'albergo è stato ucciso in modo analogo al suo sogno. Riunitisi per salire su un aereo preso a noleggio, Joseph viene convinto dai locali a portare con loro Mannish Boy, un bambino senza legami col villaggio ma apparentemente malato e che necessita di cure ospedaliere. In volo, Kakyoin e Polnareff si addormentano ritrovandosi nello stesso parco divertimenti dove vengono attaccati da Death 13; i due sono impossibilitati a richiamare i loro stand per difendersi e solo l'intervento di Joseph, che sveglia Polnareff per chiedergli di cambiare il pannolino al bambino, salva l'uomo da un attacco mortale. Rimasto solo nel sogno, Kakyoin scopre che Death 13 è lo stand di Mannish Boy, che si manifesta mentre la gente dorme e che ha il potere di far dimenticare ogni cosa al risveglio; il ragazzo si ferisce dunque da solo e, agitandosi nel sonno, provoca la caduta dell'aereo. Mentre il gruppo prepara il campo per la notte, Kakyoin nota di essersi ferito sul braccio la scritta "Baby stand", capendo infine che il bambino che si sono portati in viaggio è l'emissario di Dio. Egli cerca dunque di avvertire gli altri, che però non gli credono. |                   |         |
| 20 | 46    | Death 13 - parte 2 「死神13 その2」 - Desu Sātīn sono 2 | 15 agosto 2014    |         |
| 20 | 46    | I sospetti di Kakyoin sembrano confermati quando vede Mannish Boy uccidere uno scorpione con una spilla da balia, ma il bambino riesce a nascondere le prove così che il gruppo prende l'ammonimento del giovane per un segno del fatto che stia perdendo la ragione. Disperato, Kakyoin attacca Mannish Boy con Hierophant Green, ma viene messo fuori gioco da Polnareff. Dopo essersi addormentati, Jotaro, Joseph e Polnareff si ritrovano nel luna park, dove diventano facili bersagli di Death 13. Tuttavia Kakyoin, che aveva evocato Hierophant Green prima di essere messo fuori combattimento, è stato in grado di portare il suo stand nel sogno e si oppone a Death 13. Mannish Boy cerca di sfruttare il mondo onirico a suo vantaggio per affettare Hierophant Green, ma Kakyoin riesce invece ad introdurre lo stand nell'orecchio di Death 13, costringendo il bambino ad ammettere la sconfitta e a guarire le sue ferite. Il giorno dopo Jotaro, Joseph e Polnareff hanno dimenticato quanto accaduto nel sogno e Kakyoin decide di risparmiare Mannish Boy lasciandolo in una città vicina con l'avvertimento di non avvicinarsi mai più a loro. Mentre il gruppo attraversa il Mar Rosso a bordo di un motoscafo, Joseph compie una deviazione verso un'isola vicina per incontrare qualcuno di importante. |                   |         |
| 21 | 47    | Il Giudizio - parte 1 「審判 その1」 - Jajjimento sono 1 | 22 agosto 2014    |         |
| 21 | 47    | All'arrivo sull'isola nel Mar Rosso, Joseph rivela che la persona che deve incontrare è il padre di Abdul, il quale conduce una vita da eremita; Polnareff però, ancora pieno di rimorso per aver involontariamente causato la morte dell'amico, fugge. Passeggiando sulla spiaggia trova una vecchia lampada abbandonata da cui emerge un genio di nome Cameo. Lo spirito concede all'uomo tre desideri, ma Polnareff rimane scettico fino a quando il suo desiderio di denaro viene esaudito con una cassa piena d'oro. Domandandosi se il genio possa anche riportare in vita i morti, Polnareff esprime il desiderio che sua sorella Cherie e Abdul vengano resuscitati; Cherie, tuttavia, una volta riportata in vita, si scaglia con violenza sul fratello. Cameo interviene spiegando di essere lo stand Judgment e di aver creato con il suo potere delle creature di argilla basate sui desideri di Polnareff. L'uomo, terrorizzato, cerca di usare il suo ultimo desiderio per allontanare Cherie, ma Cameo gli rivela di aver già espresso il suo terzo desiderio: resuscitare Abdul. |                   |         |
| 22 | 48    | Il Giudizio - parte 2 「審判 その1」 - Jajjimento sono 2 | 29 agosto 2014    |         |
| 22 | 48    | In risposta al terzo desiderio di Polnareff, Cameo crea una bambola di argilla dalle fattezze di Abdul che si unisce a Cherie nell'attaccare il giovane francese. Tuttavia Polnareff è salvato dall'improvviso intervento del vero Abdul, che è sopravvissuto all'incontro con Hol Horse dal momento che il proiettile fatale lo ha solo colpito di striscio. Combattendo fianco a fianco, i due amici si liberano delle bambole e Abdul ricorre alla massima potenza di Magician Red per attaccare e distruggere Judgment. Dopo la battaglia i due notano un rametto di bambù che sporge dal terreno e, intuendo che il portatore di stand nemico si nasconda lì sotto, iniziano ad introdurre insetti, ragni e fango nel condotto per impedirgli di respirare e farlo uscire allo scoperto, dove Abdul lo finisce. Riunitisi al gruppo, Polnareff è sorpreso nell'apprendere che gli altri erano tutti a conoscenza del fatto che Abdul fosse ancora vivo e che glielo avevano taciuto per evitare che il nemico lo scoprisse. Infine Abdul mostra agli altri il sottomarino acquistato per il prosieguo del loro viaggio. |                   |         |
| 23 | 49    | La Sacerdotessa - parte 1 「女教皇 その1」 - Hai Puriesutesu sono 1 | 5 settembre 2014  |         |
| 23 | 49    | Il gruppo intraprende l'attraversamento sottomarino del Mar Rosso; durante il tragitto Joseph telefona alla moglie Suzi Q, ignara della situazione della figlia e del viaggio intrapreso dal marito, per assicurarsi che non si rechi in Giappone per visitare Holly le cui condizioni continuano a peggiorare. Quando sono ormai in vista delle coste egiziane, Joseph viene improvvisamente attaccato da uno stand che si camuffava da tazzina e che si trasforma nuovamente per nascondersi nel sottomarino. Abdul riconosce lo stand come quello della Sacerdotessa, comandato dalla distanza da una donna di nome Midler, che ha l'abilità di trasformarsi in qualsiasi sostanza minerale. Il sottomarino è gettato nel caos dai ripetuti attacchi dello stand, che apre diverse falle e causa il lento affondamento del sommergibile; intanto Jotaro risponde ad una nuova chiamata di Suzi Q che comincia a preoccuparsi di quello che sente. Con il sottomarino sul fondo dell'oceano che si sta rapidamente allagando e l'incapacità dei loro stand di colpire la Sacerdotessa, il gruppo tenta di riemergere utilizzando delle bombole di ossigeno, mentre Suzi Q e il suo maggiordomo si preparano a recarsi in Giappone. |                   |         |
| 24 | 50    | La Sacerdotessa - parte 2 「女教皇 その2」 - Hai Puriesutesu sono 2 | 12 settembre 2014 |         |
| 24 | 50    | Joseph spiega brevemente il funzionamento dell'equipaggiamento subacqueo prima di iniziare la risalita; tuttavia High Priestess aveva già assunto l'aspetto del regolatore di Polnareff e solo l'intervento di Joseph e Kakyoin lo salvano da morte certa. Il gruppo riesce infine a lasciare il sottomarino e si dirige verso un gruppo di rocce, solo per scoprire che si tratta in realtà di High Priestess camuffata da fondale marino, che li risucchia nella sua bocca. Mentre la portatrice dello stand, Midler, si compiace dalla terraferma, il gruppo cerca di adularla per convincerla a risparmiarli; il piano tuttavia ha l'effetto opposto di infuriarla ancora di più e la donna tenta di schiacciare Jotaro tra i denti di High Priestess. Il ragazzo riesce però a rompere i denti dello stand ricorrendo a Star Platinum e il gruppo ne approfitta per riemergere, dove trovano Midler sconfitta e sfigurata come risultato dell'attacco di Jotaro. Finalmente al sicuro, Joseph e Jotaro telefonano a Suzi Q tranquillizzandola, prima di riprendere con i loro compagni il viaggio verso Il Cairo in macchina. |                   |         |

### Stardust Crusaders: Egypt-hen
| N° | N°tot | Titolo italiano Giapponese 「Kanji」 - Rōmaji | In onda          | In onda |
| N° | N°tot | Titolo italiano Giapponese 「Kanji」 - Rōmaji | Giapponese       |         |
| 25 | 51    | Iggy il matto e N'doul di Geb - parte 1 「「愚者」のイギーと「ゲブ神」のンドゥール その１」 - Za Fūru no Igī to Gebu-shin no Ndūru sono 1 | 9 gennaio 2015   |         |
| 25 | 51    | Il gruppo viene raggiunto da due esponenti della Speedwagon Foundation, un'organizzazione alle dipendenze di Joseph, i quali consegnano viveri e un Boston Terrier rude e indocile di nome Iggy, portatore dello stand The Fool che gli permette di controllare la sabbia. Dai due uomini Joseph apprende che la salute di Holly sta degradando rapidamente e che le restano solo due settimane di vita. Poco dopo aver ripreso il viaggio, il gruppo scopre che l'elicottero su cui viaggiavano gli uomini della Speedwagon Foundation è precipitato e che uno dei due piloti è misteriosamente annegato mentre l'altro è completamente disidratato. Nel cercare di abbeverarsi da una borraccia, il sopravvissuto viene ucciso dallo stand in forma liquida lì nascosto. Il gruppo capisce che lo stand viene controllato a distanza tramite il suono e tenta di mettersi in salvo salendo sulla macchina, ma Kakyoin viene ferito agli occhi. Il portatore, un uomo cieco di nome N'doul, sospetta che il cane possa prevedere i suoi attacchi, ma preferisce dedicare la sua attenzione al resto del gruppo e prepara un attacco per risucchiare la macchina e i suoi passeggeri tra le sabbie. |                  |         |
| 26 | 52    | Iggy il matto e N'doul di Geb - parte 2 「「愚者」のイギーと「ゲブ神」のンドゥール その２」 - Za Fūru no Igī to Gebu-shin no Ndūru sono 2 | 16 gennaio 2015  |         |
| 26 | 52    | Scoperto che il nemico usa l'udito per localizzare la loro posizione, Abdul prepara una trappola per colpire lo stand, ma N'doul si accorge in tempo del pericolo ed evita l'attacco di Magician Red ferendo al tempo stesso Abdul. Per uscire dall'impasse, Jotaro mette in pericolo Iggy e approfitta del fatto che il cane, riuscendo a prevedere le mosse di N'doul, evochi The Fool in versione alata per salvarsi. Dall'alto in giovane individua quindi la posizione del nemico e, lanciando con Star Platinum Iggy verso N'doul e costringendo così l'uomo a richiamare il suo stand per proteggersi, riesce a distrarlo sufficientemente a lungo da avvicinarglisi e metterlo fuori combattimento. Nonostante l'attacco non sia fatale, N'doul preferisce suicidarsi piuttosto che essere interrogato dai Joestar sui piani di Dio, ma rivela a Jotaro che il suo stand è Geb, come la divinità egizia, e che egli è solo uno di nove sicari. Intanto, altrove, un aspirante mangaka chiede ad un bambino locale di vedere il suo fumetto intitolato "L'avventura dei fratelli Oingo Boingo" prima di essere messo in fuga dal fratello maggiore del bimbo. Poi i due fratelli si preparano per intercettare il gruppo dei Joestar, mentre viene mostrato che il mangaka è morto allo stesso modo in cui era stato predetto dal fumetto. |                  |         |
| 27 | 53    | Oingo di Khnum e Boingo di Toth 「「クヌム神」のオインゴと「トト神」のボインゴ」 - Kunumu-shin no Oingo to Toto-shin no Boingo | 23 gennaio 2015  |         |
| 27 | 53    | Mentre il gruppo arriva ad Assuan per portare Kakyoin e Abdul all'ospedale, Oingo legge sul suo stand Toth la previsione che Jotaro, Joseph e Polnareff avrebbero bevuto del tè avvelenato, così Boingo, che grazie al potere del suo stand Khnum può assumere le sembianze di chiunque, si traveste da barista per avvelenare le bevande. Come da previsione Jotaro, Joseph e Polnareff entrano nel locale dei due fratelli e ordinano del tè, ma, per precauzione, Joseph cambia l'ordinazione in tre bottiglie di Coca-Cola sigillate e infine il piano dei fratelli è sconvolto dall'irruzione nel locale di Iggy che crea un trambusto in seguito al quale i tre si allontanano. Oingo e Boingo riconsultano quindi il fumetto e, dopo aver picchiato e rapinato un passante, apprendono che l'esplosione di una bomba avrebbe messo fuori gioco Jotaro. Oingo nasconde quindi un ordigno in un'arancia e la deposita nella vettura del gruppo, ma viene sorpreso dal ritorno di Joseph e Polnareff ed è costretto ad assumere l'aspetto di Jotaro e a seguire i due in macchina. Qui si rende conto che fintanto che si trova nell'auto con l'aspetto di Jotaro potrebbe essere oggetto della profezia di Toth; Boingo riesce infine a fuggire, ma prima di poter cambiare il suo aspetto è vittima dell'esplosione della bomba. Oingo promette di occuparsi da solo dei Joestar, ma un gruppo di delinquenti al soldo dell'uomo che avevano derubato in precedenza circonda i due fratelli e li picchia, mettendoli fuori gioco. |                  |         |
| 28 | 54    | Anubi - parte 1 「「アヌビス神」 その１」 - Anubisu-shin sono 1 | 30 gennaio 2015  |         |
| 28 | 54    | Mentre Kakyoin rimane ancora qualche giorno all'ospedale per guarire del tutto, il resto del gruppo risale in traghetto il corso del Nilo. Nel frattempo un giovane di nome Chaka ritrova una misteriosa spada che solo lui riesce a sfoderare e che sembra possedere una volontà propria. L'oggetto rivela di essere lo stand Anubi e riconosce Chaka come suo nuovo padrone, donandogli i suoi poteri ed intimandogli di eliminare il gruppo dei Joestar. Ad una sosta della nave, Chaka si imbatte in Polnareff, che si era separato dal resto del gruppo per inseguire Iggy e lo sfida ad un duello di scherma. Nonostante l'inesperienza del ragazzo, Anubi si rivela un avversario formidabile e Polnareff è costretto a ricorrere alla sua tecnica segreta del lancio della lama di Silver Chariot per sconfiggere Chaka. Esaminando la spada, Polnareff rischia di cadere sotto la sua oscura influenza, ma si riprende all'arrivo del resto del gruppo. In seguito il francese e Jotaro si recano a consegnare la spada alle autorità e fanno sosta da un barbiere; qui Anubi possiede il barbiere Khan, il quale si appresta a tagliare la gola a Polnareff. |                  |         |
| 29 | 55    | Anubi - parte 2 「「アヌビス神」 その２」 - Anubisu-shin sono 2 | 6 febbraio 2015  |         |
| 29 | 55    | Scoperto che lo stand di Anubi è la spada stessa e che essa è in grado di memorizzare le mosse dei suoi avversari e adattarsi di conseguenza, Polnareff fatica a proteggersi dagli attacchi di Khan. Infine Jotaro riesce a troncare la lama a metà ricorrendo a Star Platinum e a fermare il controllo di Anubi su Khan. Tuttavia, proprio mentre Jotaro e Polnareff si apprestano a buttare la spada nel fiume, dove non avrebbe più potuto nuocere, interviene un agente di polizia e, nel trambusto che segue, Polnareff estrae involontariamente Anubi dall'elsa cadendo vittima della sua influenza. Jotaro è messo in difficoltà dalla forza e agilità dell'amico, oltre che dal fatto che ogni mossa usata con successo potenzia le abilità dell'avversario. Anubi trafigge così il giovane allo stomaco, ma Jotaro approfitta della situazione per ridurre la spada a pezzetti con Star Platinum. La lama spezzata in precedenza, però, viene ritrovata da un bambino che la scaglia in direzione di Polnareff; l'arrivo di Iggy, tuttavia, fa perdere l'equilibrio al ragazzo e Anubi manca il suo obiettivo finendo in fondo al Nilo. |                  |         |
| 30 | 56    | Mariah di Bastet - parte 1 「「バステト女神」のマライア その１」 - Basuteto-joshin no Maraia sono 1 | 13 febbraio 2015 |         |
| 30 | 56    | Kakyoin viene informato dal medico dell'ospedale che la Speedwagon Foundation prenderà in carico le sue cure, affrettando così la completa guarigione dei suoi occhi. Nel frattempo il gruppo arriva a Luxor, dove Joseph, andando al bagno, tocca incuriosito una presa elettrica posta su di una roccia, ricevendo una scossa. Il giorno successivo l'uomo si rende conto di essere diventato una calamita per oggetti metallici; viene rivelato infatti che la presa elettrica è lo stand Bastet e la sua portatrice, Mariah, intrappola Joseph sulle scale mobili. Prima di essere strangolato a morte, l'uomo viene salvato da Abdul che preme il pulsante di emergenza. I due inseguono Mariah nel bagno delle donne, dove il magnetismo di Joseph procura loro altri guai, e infine all'aperto. Qui anche Abdul mostra i segni dell'influenza di Bastet e confessa di aver toccato una presa di corrente simile a quella di Joseph prima di premere il tasto di emergenza delle scale mobili; i due finiscono quindi per attrarsi e ostacolarsi a vicenda. |                  |         |
| 31 | 57    | Mariah di Bastet - parte 2 「「バステト女神」のマライア その２」 - Basuteto-joshin no Maraia sono 2 | 20 febbraio 2015 |         |
| 31 | 57    | Joseph e Abdul cercano invano di separarsi, assumendo nel processo pose imbarazzanti e finendo per cadere su delle rotaie all'avvicinarsi di un treno. Impossibilitati a fuggire a causa del magnetismo, i due si salvano grazie a Magician Red, che scava con le fiamme una buca sotto alle rotaie; quindi riprendono l'inseguimento di Mariah, la quale si mantiene ad una certa distanza per non vanificare l'influsso del suo stand sui due uomini. Nonostante siano gravati da un numero di oggetti metallici in costante aumento, Joseph e Abdul accerchiano la donna con una manovra a tenaglia, ma si ritrovano nuovamente in pericolo quando Mariah recide alcuni cavi dell'alta tensione i quali vengono attirati dal loro magnetismo. Joseph e Abdul, tuttavia, riescono a sfruttare la situazione a loro vantaggio, finendo per schiacciare Mariah tra di loro fino a farla svenire e mettendo così fine al magnetismo. Intanto un nuovo possessore di stand, Alessi, prende di mira Jotaro, Polnareff e Iggy. |                  |         |
| 32 | 58    | Alessi di Seth - parte 1 「「セト神」のアレッシー その１」 - Seto-shin no Aresshī sono 1 | 27 febbraio 2015 |         |
| 32 | 58    | Mentre Jotaro, Polnareff e Iggy si mettono in cerca di Joseph e Abdul, ancora impegnati nello scontro con Mariah, i tre vengono pedinati da Alessi, il portatore dello stand Seth. Insospettito dall'uomo, Polnareff lo attacca con Silver Chariot e Alessi usa il suo potere, che risiede nella sua ombra, per farlo regredire all'infanzia e facendogli perdere nel processo anche tutti i suoi ricordi da adulto; il bambino non riesce quindi a ricordarsi di Jotaro e a chiedergli aiuto. Sul punto di essere ucciso, Polnareff riesce appena a difendersi con Silver Chariot, che però, influenzato dallo stand di Alessi, ha perso in statura e potenza. Infine con un colpo di fortuna Polnareff riesce a colpire Alessi con la lama di Silver Chariot e, fuggendo, viene raccolto da una donna che lo porta a casa per prendersi cura di lui. Convinto che Alessi non lo attaccherà in presenza di un adulto, Polnareff abbassa la guardia, ma poco dopo il nemico si introduce nell'abitazione e lo assale. |                  |         |
| 33 | 59    | Alessi di Seth - parte 2 「「セト神」のアレッシー その２」 - Seto-shin no Aresshī sono 2 | 6 marzo 2015     |         |
| 33 | 59    | Alessi cerca di annegare Polnareff nella vasca da bagno, ma il bambino si salva defecando addosso all'uomo. Scoperto che Alessi ha usato i suoi poteri per ridurre la donna a un feto che sarebbe morto entro breve, Polnareff cerca di fuggire insieme a lei, ringiovanendo progressivamente ogni volta che l'ombra di Seth lo sfiora. Rintanatosi in una stanza, Polnareff utilizza uno specchio per nascondersi e ferire al volto Alessi con Silver Chariot, mettendo l'uomo in fuga. Alessi si imbatte in Jotaro e usa Seth per ringiovanirlo, ma anche da bambino Jotaro si dimostra forte e spietato e mette fuori combattimento l'uomo interrompendo la maledizione su di lui e Polnareff. Rincuorato dal fatto che anche la donna è tornata alla normalità, Polnareff decide di mantenere segreta la sua identità, prima che lui e Jotaro si riuniscano con Joseph, Abdul e Iggy. In seguito, ricorrendo al potere di Hermit Purple, Joseph determina la posizione del nascondiglio di Dio al Cairo. |                  |         |
| 34 | 60    | D'Arby the Gambler - parte 1 「「ダービー・ザ・ギャンブラー その１」 - Dābī za Gyanburā sono 1 | 13 marzo 2015    |         |
| 34 | 60    | Al loro arrivo al Cairo, Joestar e compagni si recano ad un bar dove incrociano un uomo chiamato D'Arby che afferma di conoscere l'ubicazione del rifugio di Dio. Contrario a cedere l'informazione a titolo gratuito o dietro pagamento, tuttavia, D'Arby propone di giocarsela d'azzardo con in palio le loro anime. Annoiato dalla perdita di tempo e senza pensare alle conseguenze, Polnareff scommette su quale trancio di pesce un gatto si sarebbe lanciato per primo, ma perde e la sua anima viene ridotta ad una fiche dallo stand Osiris, prima che venga rivelato che il gatto è l'animale domestico di D'Arby. Il gruppo capisce di essersi imbattuto in un nuovo emissario di Dio, così Joseph accetta la sfida dell'uomo, giocandosi la sua anima a chi farà traboccare per primo un bicchiere pieno di liquido inserendo a turno delle monete. Durante il suo turno Joseph cerca di truffare D'Arby versando di nascosto più liquido nel bicchiere, sicuro che al turno successivo dell'avversario sarebbe traboccato, ma D'Arby introduce una moneta in tutta comodità; abbattuto dalla mossa dell'avversario, Joseph accetta in cuor suo la sconfitta e viene trasformato anch'egli in fiche. Quindi Jotaro scopre che D'Arby aveva usato un pezzetto di cioccolata per far apparire il bicchiere più pieno di quanto fosse in realtà e, una volta scioltosi, gli aveva permesso di inserire ancora una moneta; egli sfida quindi l'uomo ad una partita di poker.                                                    |                  |         |
| 35 | 61    | D'Arby the Gambler - parte 2 「「ダービー・ザ・ギャンブラー その２」 - Dābī za Gyanburā sono 2 | 20 marzo 2015    |         |
| 35 | 61    | D'Arby prepara le puntate del gioco dividendo Polnareff e Joseph in sei fiche ognuno e dando a Jotaro sei chip a rappresentare la sua anima. Avvertito D'Arby che barare sarebbe stato più difficile con lui, Jotaro utilizza Star Platinum per spezzare un dito all'uomo quando si accorge che, dando le carte, stava eseguendo un second dealing e chiama quindi un bambino che si trovava nei pressi del bar per dare le carte per loro. Jotaro perde tre fiche alla prima mano e, nella seconda, D'Arby ottiene un poker di re, mentre il ragazzo punta al buio senza vedere le proprie carte. Ciò turba D'Arby, che, benché sappia che il bambino lavora per lui e deve aver dato a Jotaro una mano scarsa, inizia a pensare che Star Platinum possa essersi mosso talmente velocemente da aver cambiato le cinque carte senza che lui se ne accorgesse. Jotaro rafforza questa insicurezza mostrandosi calmo e rilassato e alzando la posta con le anime di Abdul, Kakyoin e della madre Holly, in cambio di informazioni sullo stand di Dio. Attanagliato dalla paura che possa non trattarsi di un bluff, D'Arby si riduce ad uno stato catatonico e perde, liberando così tutte le fiche accumulate nel tempo inclusi Polnareff e Joseph. Infine Abdul guarda le carte di Jotaro ed è sorpreso e sbigottito nel constatare che non aveva nessun punto in mano. |                  |         |
| 36 | 62    | Hol Horse e Boingo - parte 1 「「ホル・ホースとボインゴ その１」 - Horu Hōsu to Boingo sono 1 | 27 marzo 2015    |         |
| 36 | 62    | Hol Horse incontra Dio che gli offre un'ultima possibilità di sconfiggere i Joestar; per aumentare le sue possibilità di vittoria, Hol Horse rapisce quindi Boingo e lo porta con sé al Cairo, costringendolo ad unire le forze e combinare le predizioni di Toth con i poteri di Emperor. L'uomo è inizialmente scettico sulle previsioni del fumetto, ma dopo che Boingo gli offre una dimostrazione pratica si convince a seguire le direttive del bambino. I due si mettono quindi sulle tracce del gruppo, ancora alla ricerca del nascondiglio di Dio, e una volta trovati Boingo rivela a Hol Horse la strana previsione che se infilerà le dita nel naso di Polnareff avrà la possibilità di uccidere l'intero gruppo. Sebbene Hol Horse si rifiuti di seguire le direttive del fumetto, si vede costretto ad affidarsi alla previsione di Toth e a infilare le dita nel naso di Polnareff quando questi lo sorprende alle spalle, domandandosi però in che modo il resto della profezia potrà avverarsi. |                  |         |
| 37 | 63    | Hol Horse e Boingo - parte 2 「「ホル・ホースとボインゴ その２」 - Horu Hōsu to Boingo sono 2 | 3 aprile 2015    |         |
| 37 | 63    | Quando Joseph, Abdul e Jotaro si avvicinano al luogo in cui si trovano Polnareff e Hol Horse, insospettiti dall'assenza del francese, Hol Horse si nasconde e costringe Polnareff ad allontanare i suoi amici minacciandolo con Emperor. Quando però si accorge che Polnareff sta cercando di inviare dei messaggi in codice al gruppo, decide di sparargli; il francese si salva grazie ad uno sternuto che fa perdere l'equilibrio a Hol Horse e lo manda ad impattare contro degli otri d'olio, rompendoli. In quel mentre passa una macchina che, scivolando sull'olio, si va a schiantare contro i Joestar. Hol Horse e Boingo si nascondono quindi da Jotaro, l'unico membro del gruppo ad essersi ripreso dopo l'incidente, per attendere le nuove predizioni di Toth: queste affermano che potranno uccidere il ragazzo se Hol Horse sparerà i proiettili di Emperor all'interno di alcune tubature vicine a mezzogiorno in punto. Con solo pochi minuti a mezzogiorno, i due si precipitano ad aprire le tubature e a sparare i colpi, ma un nuovo sternuto di Polnareff permette a Jotaro di schivare i proiettili che finiscono per tornare indietro e colpire invece Hol Horse. Meditando sul fallimento di Toth, Boingo si rende conto che l'orologio di Hol Horse andava avanti e che quindi i proiettili non erano stati sparati esattamente a mezzogiorno; proprio mentre il bambino medita di cambiare vita e votarsi al bene, disturba inavvertitamente Iggy che lo manda all'ospedale insieme a Hol Horse.           |                  |         |
| 38 | 64    | Il guardiano dell'inferno Pet Shop - parte 1 「地獄の門番ペット·ショップ その1」 - Jigoku no monban Petto Shoppu sono 1 | 10 aprile 2015   |         |
| 38 | 64    | Abdul chiede aiuto ad un informatore di sua conoscenza di trovare per loro il nascondiglio di Dio. Nel frattempo Iggy, nuovamente a spasso per conto proprio, si ritrova casualmente proprio davanti all'edificio, dove è di guardia un falco chiamato Pet Shop, portatore dello stand Horus. Egli uccide l'informatore scagliandogli contro un grande blocco di ghiaccio, prima che questi possa rivelare agli altri la posizione del nascondiglio. Rendendosi conto di essere diventato il prossimo bersaglio del falco per essere venuto a conoscenza del luogo in cui si trova l'edificio, Iggy cerca di sviare l'attenzione fingendosi tonto per non venire coinvolto; quando però un bambino si avvicina alla dimora in cerca dei suoi cani, che erano stati uccisi in precedenza da Pet Shop, decide a malincuore di correre in suo soccorso. Costretto alla fuga dagli attacchi pressanti di Pet Shop, Iggy si rifugia nelle fognature e ricorre a The Fool per contrattaccare Horus e ferire Pet Shop. Tuttavia il falco non accenna a demordere e mostra la vera forma di Horus, imprigionando Iggy per una zampa e attaccandolo con una pioggia di stalattiti di ghiaccio. |                  |         |
| 39 | 65    | Il guardiano dell'inferno Pet Shop - parte 2 「地獄の門番ペット·ショップ その2」 - Jigoku no monban Petto Shoppu sono 2 | 17 aprile 2015   |         |
| 39 | 65    | Iggy è costretto a recidersi una zampa per sfuggire agli attacchi di Pet Shop e approfitta della confusione per uscire dalle fogne, rifugiandosi sotto ad una cupola di sabbia creata da The Fool nel letto del fiume. Tuttavia, anche sott'acqua Iggy non è al sicuro da Pet Shop, che si tuffa nel fiume e usa il suo ghiaccio per far crollare la cupola del cane. Iggy cerca allora di scavare una via di fuga verso il basso, ma si ritrova davanti il falco; utilizzando però la pressione dell'acqua dietro di lui, Iggy si lancia in avanti a mordere il becco di Pet Shop, ritorcendogli contro il suo attacco e uccidendolo. Dissanguato ed esausto, il cane rischia di annegare, ma viene raccolto dal ragazzo che aveva salvato in precedenza. In seguito, un Kakyoin completamente guarito lo affida alle cure di un medico della Speedwagon Foundation e i due si ricongiungono al resto del gruppo. Seguendo la guida di Iggy, essi arrivano finalmente al nascondiglio di Dio, dove sono attesi da un nuovo servitore del nemico. |                  |         |
| 40 | 66    | D'Arby the Player - parte 1 「ダービー・ザ・プレイヤー その1」 - Dābī za Pureiyā sono 1 | 24 aprile 2015   |         |
| 40 | 66    | L'emissario di Dio si presenta come Terence T. D'Arby, fratello minore del giocatore d'azzardo già sconfitto. Egli evoca il suo stand Atum, con cui riesce ad evitare un attacco diretto da parte di Star Platinum, e risucchia Jotaro, Kakyoin e Joseph in un ambiente illusorio, dove mostra loro la sua collezione di bambole, che, similmente alle fiche del fratello maggiore, contengono l'anima delle persone che ha sconfitto. Rivelando che durante l'attacco precedente il suo stand è riuscito ad afferrare il braccio di Jotaro, D'arby costringe il trio ad accettare la sua sfida a una serie di videogiochi, con in palio le loro anime. Kakyoin accetta per primo di gareggiare in un gioco d'automobilismo che conosce molto bene. La gara procede in un testa a testa serrato, ma all'uscita del tunnel finale, con il traguardo ormai vicino, la vettura di D'Arby spunta con un leggero vantaggio. |                  |         |
| 41 | 67    | D'Arby the Player - parte 2 「ダービー・ザ・プレイヤー その2」 - Dābī za Pureiyā sono 2 | 1º maggio 2015   |         |
| 41 | 67    | Kakyoin utilizza il suo livello di energia più elevato per scaraventare D'Arby dalla pista, ma questo si rivela essere esattamente il piano dell'uomo, che sfrutta la spinta per atterrare con la sua vettura più avanti sul tracciato; Kakyoin ammette dunque la sconfitta e viene intrappolato all'interno di una bambola. Jotaro sfida quindi D'Arby ad un videogioco sul baseball scommettendo la sua anima in cambio di quella di Kakyoin, sebbene non abbia mai giocato ai videogiochi in vita sua. Jotaro si fa subito eliminare due battitori, ma capisce ben presto i comandi e le dinamiche e del gioco e riesce a segnare quattro fuoricampo di fila. A quel punto D'Arby va sull'offensiva e comincia a dichiarare i suoi lanci e quelli di Jotaro, eliminandolo dalla battuta e segnando tre home run. Jotaro e Joseph cominciano a sospettare che l'avversario sia in grado di leggere nel pensiero, quindi il ragazzo decide di affrontarlo al suo stesso gioco e dichiara il suo prossimo lancio. |                  |         |
| 42 | 68    | Il miasma del vuoto, Vanilla Ice - parte 1 「亜空の瘴気 ヴァニラ・アイス その1」 - Akū no shōki Vanira Aisu sono 1 | 8 maggio 2015    |         |
| 42 | 68    | Viene rivelato che il potere di Atum consiste nel guardare nell'anima delle persone per prevedere le loro reazioni o leggere le loro risposte a domande specifiche. Grazie ad esso D'Arby si accerta che Jotaro non stia mentendo, ma inspiegabilmente le sue battute si rivelano diverse da quanto annunciato. Mentre D'Arby tenta disperatamente di capire come faccia Jotaro a barare nonostante il suo potere, il ragazzo mette a segno più e più fuoricampo, facendo sì che l'uomo accetti inconsciamente la sconfitta e rilasci l'anima di Kakyoin. Prima di essere punito da Jotaro, D'Arby scopre che il trucco usato era che mentre Jotaro faceva da schermo alle domande di Atum, Joseph aveva preso i comandi del videogioco tramite Hermit Purple ed era lui che sceglieva realmente le traiettorie. Mentre Jotaro, Joseph e Kakyoin riemergono dalla stanza illusoria, Polnareff, Abdul e Iggy si avventurano con circospezione all'interno del palazzo, dove Iggy, grazie al suo fiuto sviluppato, scopre e abbatte Kenny G, il portatore di stand che creava le illusioni all'interno dell'edificio. Subito dopo, tuttavia, il trio viene attaccato dallo stand di Vanilla Ice, il braccio destro di Dio, e Abdul si sacrifica per permettere a Polnareff ed Iggy di evitare il colpo, venendo così disintegrato nel vuoto all'interno di Cream. |                  |         |
| 43 | 69    | Il miasma del vuoto, Vanilla Ice - parte 2 「亜空の瘴気 ヴァニラ・アイス その2」 - Akū no shōki Vanira Aisu sono 2 | 15 maggio 2015   |         |
| 43 | 69    | Messi alle strette dagli attacchi di Vanilla Ice, che nella sua dimensione riesce a muoversi con estrema velocità ed è invulnerabile anche se non può ricorrere alla vista per colpire i suoi nemici, Polnareff e Iggy fuggono dall'avversario in cerca del loro vero obiettivo: Dio. Tuttavia vengono intercettati da Vanilla Ice che recide le dita del piede di Polnareff, limitando i suoi movimenti. Iggy approfitta della confusione per creare una copia di Dio usando la sabbia del suo stand e cogliere così alla sprovvista Vanilla Ice, ma il nemico si accorge del falso e si avventa su Iggy per punirlo per aver insultato Dio. Mentre il cagnolino viene ridotto in fin di vita, Polnareff riesce a riprendersi e utilizza la sabbia di The Fool per individuare gli spostamenti di Cream e colpire Vanille Ice alla gola. L'avversario però contrattacca e ferisce l'uomo alla coscia; incapace di muoversi mentre Cream si avvinghia in moto rotatorio attorno a lui, Polnareff non può far altro che accettare la sua sconfitta e prepararsi ad essere distrutto dallo stand. |                  |         |
| 44 | 70    | Il miasma del vuoto, Vanilla Ice - parte 3 「亜空の瘴気 ヴァニラ・アイス その3」 - Akū no shōki Vanira Aisu sono 3 | 22 maggio 2015   |         |
| 44 | 70    | All'ultimo istante Polnareff viene salvato da Iggy, che, in uno sforzo estremo, utilizza il suo stand per togliere l'amico dalla traiettoria di Cream, prima di morire a causa delle ferite subite. Furioso per aver perso un altro alleato, Polnareff sfrutta il fatto che Vanilla Ice è stato tramutato in vampiro dal contatto con il sangue di Dio per esporlo alla luce del sole e distruggerlo. Nel frattempo Suzi Q è giunta in Giappone per visitare Holly, avendo ormai compreso che la vita della figlia è in pericolo, ma rimanendo convinta che la cosa migliore da fare sia starle vicino e avere fiducia nel marito e nel nipote. Nel palazzo di Dio Jotaro, Joseph e Kakyoin si imbattono in un nuovo nemico, il debole Nukesaku, e, scoperto subito che si era camuffato da donna per cercare di attaccarli alle spalle, lo costingono a condurli dal suo padrone. Intanto Polnareff, che ha fasciato le sue ferite ed è nuovamente in grado di muoversi, si ritrova faccia a faccia con lo stesso Dio. |                  |         |
| 45 | 71    | Il mondo di Dio - parte 1 「DIOの世界 その1」 - DIO no sekai sono 1 | 29 maggio 2015   |         |
| 45 | 71    | Polnareff cerca di salire le scale che lo separano da Dio ma finisce per ritrovarsi sempre più in basso e sospetta che si tratti in qualche modo dell'influenza dello stand del nemico: The World. Intanto Joseph, Jotaro e Kakyoin arrivano sul posto e apprendono da Polnareff delle sue scoperte sul potere di Dio e della morte di Abdul e Iggy. Inseguito il vampiro fino in cima alla sua torre, il gruppo costringe Nukesaku ad aprire la bara in cui si è rifugiato Dio, ma nell'atto di dischiuderla l'uomo si ritrova misteriosamente al suo interno in un istante. Percependo un intento omicida provenire dall'edificio, il gruppo preferisce fuggire proprio mentre il sole tramonta. Mentre Polnareff, che si rifiuta di scappare davanti al pericolo, viene raggiunto da Jotaro nel dare la caccia a Dio, il vampiro sequestra una macchina e parte all'inseguimento di Joseph e Kekyoin, riuscendo con facilità a bloccare gli attacchi di Hierophant Green. Intuito che The World è uno stand a corto raggio come Star Platinum, Kakyoin elabora un piano per scoprirne i poteri. |                  |         |
| 46 | 72    | Il mondo di Dio - parte 2 「DIOの世界 その2」 - DIO no sekai sono 2 | 5 giugno 2015    |         |
| 46 | 72    | Kakyoin riduce la presenza di Hierophant Green e intrappola Dio in un campo disseminato di fili che rilasciano automaticamente degli Emerald Splash quando toccati. Tuttavia, prima di essere colpito da un attacco diretto, Dio attiva il suo stand e, un istante dopo, Kakyoin viene scaraventato via con ferite mortali. Nei suoi ultimi istanti di vita il ragazzo deduce la vera natura del potere dello stand nemico e raccoglie le energie per distruggere con il suo ultimo Emerald Splash un orologio pubblico, sperando che Joseph sia in grado di interpretare correttamente l'indizio. Ripensando al messaggio di Kakyoin e all'utilizzo di The World a cui ha assistito, Joseph giunge alla conclusione che Dio ha il potere di fermare il tempo e di potersi muovere indisturbato all'interno del tempo fermo. Compreso che vi sono delle limitazioni in questo potere, Joseph si precipita ad avvisare Jotaro prima che Dio lo raggiunga e lo pugnali al collo davanti agli occhi del nipote. Fuori di sé dalla rabbia, Jotaro ignora l'avvertimento del nonno di mantenere le distanze da Dio e lo affronta invece in un corpo a corpo. |                  |         |
| 47 | 73    | Il mondo di Dio - parte 3 「DIOの世界 その3」 - DIO no sekai sono 3 | 12 giugno 2015   |         |
| 47 | 73    | Durante lo scontro Dio ferma il tempo ma si rende conto che, col fatto che Star Platinum è dello stesso tipo di The World, Jotaro sembra essere in grado di percepirlo e di muoversi nel tempo fermo, anche se solo per pochi istanti. Inizialmente Dio crede si tratti di un trucco del ragazzo e abbassa così la guardia, permettendo a Star Plainum di contrattaccare durante un nuovo utilizzo di The World. Sfruttando il fatto che Jotaro si possa muovere nel tempo fermo solo per pochi istanti, Dio si mantiene a distanza di sicurezza e gli lancia contro una serie di pugnali che il ragazzo non riesce interamente ad evitare. Mentre Jotaro, che è sopravvissuto grazie a delle riviste che aveva precedentemente nascosto sotto ai vestiti, si finge morto per avere un'ultima possibilità di cogliere Dio di sorpresa, Polnareff attacca il vampiro alle spalle ma viene messo fuori combattimento. Attirando su di sé l'attenzione di Dio, Jotaro continua a fingersi morto, permettendogli di mettere a segno un colpo alla testa dell'avversario non appena questi si avvicina per finirlo. Con Dio ormai paralizzato, Jotaro utilizza Star Platinum per infierire su di lui, ma non si accorge che con i suoi pugni spedisce il nemico proprio dalle parti di Joseph. Succhiato il sangue del nipote di Jonathan, Dio si rimette completamente in sesto e completa la fusione della sua testa con il corpo. |                  |         |
| 48 | 74    | Un lungo viaggio, addio amici miei 「遥かなる旅路 さらば友よ」 - Harukanaru tabiji, saraba tomo yo | 19 giugno 2015   |         |
| 48 | 74    | Dio si potenzia grazie al sangue estratto da Joseph e sviluppa la capacità di fermare il tempo per periodi sempre più lunghi. Intanto Jotaro ha una visione dell'anima di Joseph che lascia il corpo e che lo incita a non perdere la calma, ma la vista del nemico che infierisce sul corpo del nonno privo di vita lo infuria e lo porta ad affrontare Dio senza una strategia. Jotaro è così messo alle strette quando, incapace di muoversi così a lungo come Dio nel tempo fermo, il vampiro gli scaglia addosso un rullo compressore. Tuttavia, all'ultimo istante, Jotaro riesce anch'egli a fermare il tempo e a salvarsi, contrattaccando Dio con le sue stesse armi. Con un ultimo colpo Star Platinum riesce a sbriciolare The World, distruggendo al contempo Dio. In seguito alla battaglia, Jotaro collabora con i medici della Speedwagon Foundation per trasferire il sangue che Dio ha sottratto, nuovamente al corpo di Joseph, rianimandolo; poi i due espongono quel che resta del corpo di Dio alla luce del sole facendolo sbriciolare del tutto. Con il loro viaggio giunto finalmente al termine, Polnareff fa ritorno in Francia, mentre Joseph e Jotaro si preparano a tornare a casa da Holly, che è guarita dalla sua malattia. |                  |         |

## DVD

### Giappone
Gli episodi de Le bizzarre avventure di JoJo: Stardust Crusaders sono stati pubblicati per il mercato home video nipponico in edizione DVD dal 30 luglio 2014 al 30 settembre 2015.
| N° | Data              | Dischi | Episodi | Extra | Fonte  |
| -- | ----------------- | ------ | ------- | ----- | ------ |
| 1  | 30 luglio 2014    | 1      | 1-4     | /     | [ 51 ] |
| 2  | 27 agosto 2014    | 1      | 5-8     | /     | [ 52 ] |
| 3  | 24 settembre 2014 | 1      | 9-12    | /     | [ 53 ] |
| 4  | 22 ottobre 2014   | 1      | 13-16   | /     | [ 54 ] |
| 5  | 26 novembre 2014  | 1      | 17-20   | /     | [ 55 ] |
| 6  | 19 dicembre 2014  | 1      | 21-24   | /     | [ 56 ] |
| 7  | 22 aprile 2015    | 1      | 25-28   | /     | [ 57 ] |
| 8  | 27 maggio 2015    | 1      | 29-32   | /     | [ 58 ] |
| 9  | 24 giugno 2015    | 1      | 33-36   | /     | [ 59 ] |
| 10 | 29 luglio 2015    | 1      | 37-40   | /     | [ 60 ] |
| 11 | 26 agosto 2015    | 1      | 41-44   | /     | [ 61 ] |
| 12 | 30 settembre 2015 | 1      | 45-48   | /     | [ 62 ] |